# Lota
Lota je  žensko osebno ime.

## Izvor imena
Ime Lota je različica ženskega osebnega imena Dolores.

## Pogostost imena
Po podatkih Statističnega urada Republike Slovenije je bilo na dan 31. decembra 2007 v Sloveniji število ženskih oseb z imenom Lota: 9.

## Osebni praznik
V koledarju je ime Lota zapisano skupaj z imenom Dolores.